# 稻葉實
稻葉實（日语：稲葉 実，1951年11月8日—），日本男性配音員、演員。出身於靜岡縣。身高171cm。A型血。

## 簡介
本名川口 正己（かわぐち まさみ）。賢Production所屬，以前經歷Production baobab、九Production。靜岡縣立相良高等學校畢業。

## 人物、特色
1975年進入配音業界之後，主要參加歐美影集幫善人、反派等次要角色或閒角進行日語配音，包括基夫·大衛和J·T·沃爾什等美國演員參演作品。動畫方面，從電視動畫《鐵人28號 (2004年版)》聲演大塚署長開始，經常參演動畫導演今川泰宏的執導作品。
在這之中，讓稻葉廣為人知的動畫配音作品是華特·迪士尼動畫的角色·奇奇與蒂蒂的蒂蒂（包含衍生電視動畫《救難小福星》）。還有，另一部迪士尼電影動畫《玩具總動員》角色巴斯光年在日本上映是由藝人所喬治配音時，曾經在預告短片和東京迪士尼度假區相關活動代替所喬治配音。
興趣、特長：釣魚。

## 演出
粗體字表示主要角色。

### 電視動畫
1976年
- 大飯桶（日语：ドカベン）（小平）
- 保羅歷險記（士兵B、男A、牧師、騎士B、隊員、托納斯、帕昆的父親）

1977年
- 棒球少年貫太（日语：一発貫太くん）（捕手）
- 小雙俠 (1977年版)（王子A、男B、海坊主、獵人）

1978年
- 咪咪流浪記
- 科學小飛俠II（惡魔黨隊長、惡魔黨隊員、A）
- 窈窕淑女（警察）
- 若草四姐妹（日语：若草のシャルロット）（牧童頭、村人C、牛仔）

1979年
- 科學小飛俠F（惡魔黨、防衛軍、惡魔黨隊長）
- The☆超人力霸王（漁師A 等）
- Z超人（日语：ゼンダマン）（新撰組組員、警官）
- 哆啦A夢 (大杉羨代版)（大叔 等）
- 未來機械人達爾達尼亞斯（技師）

1980年
- 宇宙戰士巴魯迪奧斯（摩根、士官B、所員、隊員、電腦、士兵、廣播、男B、幹部、部員）
- 天才小釣手（保羅）
- 傳說巨神伊甸王（雷克朗）
- 萬能戰士無比敵（魚屋）
- 尼爾斯的不可思議之旅
- （亞當）
- 大白鯨

1981年
- 黃金戰士Gold Lightan（Big[7]、旁白[7]）
- 衝鋒勝平（日语：ダッシュ勝平）（委員長、不良学生、裁判、持國天、本田的父親、行司、五郎）
- 原子小金剛 (1980年版)（播音員的聲音、機器人老闆）
- 百獸王五獅（哥布拉）
- 真知子老師（役員）
- 靈犬雪麗（雑貨店）
- 救難小英雄Yattode（士兵、黑子、召喚使、市民B）
- 忍者小靈精

1982年
- 愛的戰士彩虹人（吉爾伯特博士）
- 雷鳥2086（調査官[8]）
- 逆轉一發人（日语：逆転イッパツマン）（三冠王、托梅、船長、貝比·魯斯、李登布洛克、湯姆）
- 超時空要塞（林孝青、歐伊格爾）
- SPACE COBRA
- 心跳今夜（院長、家庭教師、村人A）
- 一津星世家的無敵奶奶（日语：一ッ星家のウルトラ婆さん）
- 魔法公主 明琪桃子（日语：魔法のプリンセス ミンキーモモ）（吸血鬼、柏德博士、廣播、法特、小人C、番人）

1983年
- 亞空大作戰斯蘭格爾（薩札爾）
- 頂尖超人（日语：イタダキマン）（盗賊）
- 機甲創世記（長老）
- 貓眼三姐妹（寶石店店主）
- 青少棒揚威記（日语：キャプテン (漫画)）
- 銀河漂流拜法姆（克勞德、斯科特的父親、梅爾的父親、士兵）
- 裝甲騎兵波德姆茲（梅基特）
- 時空旅程10000年（日语：プライム・ローズ）（監視兵A）
- 特裝機兵多爾巴克（喬納森）
- 魔法天使奶油麻美（立花慎悟的父親）
- 未來警察浦島人（喬、所長、男）

1984年
- 新好小子（日语：あした天気になあれ (漫画)）（潮章次[9]）
- 宇宙防衛隊PJ（日语：銀河パトロールPJ）（皮埃爾[10]）
- 請多指教跑車郎中（日语：よろしくメカドック）（丸山、男1、部長）
- 魯邦三世 PartIII（日语：ルパン三世 PartIII）（海豚調教師 等）

1985年
- 蒼藍流星SPT雷茲納（比爾、醫師A、參謀A、領導者、詹姆斯、隊員A、將校A、男A、下士官A、約翰、士官A）
- 鄰家女孩（田）
- 高爾夫頑童猿丸（蟹澤）
- 新好小子（日语：あした天気になあれ (漫画)）

1986年
- 甜蜜公主（赤兵衛、將軍、斯芬克斯）
- 宇宙船人馬座（日语：宇宙船サジタリウス）（加敏總統[11]）
- 機動戰士鋼彈ZZ（馬加尼、杜恩、士兵）
- 三國志II 在天空翱翔的英雄們（日语：三国志 (日本テレビ)）（武將）
- 青春動畫全集（日语：青春アニメ全集）「潮騷」（高島灯台長）
- 褞袍超人（格先生）
- 高校！奇面組（日语：ハイスクール!奇面組）
- 機器勇士 克羅諾斯的大逆襲（格爾吉歐斯）

1987年
- 星戰英豪（日语：赤い光弾ジリオン）（駕駛兵）
- 超能力魔美（男A、獵人、廣播、山田、監督）
- 機甲戰記威龍（間諜）
- 格林名作劇場（農夫）
- 機器勇士 駭客大戰（索利）
- 城市獵人（組員、幹部、手下、幹部B）
- 鄰家女孩（大熊）
- 陽光普照（校長）

1988年
- 美味大挑戰（秀澤民男、服務生）
- 小松君 (1988年版)（銀行黑幫）
- 魁!! 男塾（J·J·喬治）
- 麵包超人（公牛叔叔、狗警察〈第2代〉）
- 之後頓珍漢（日语：ついでにとんちんかん）
- 鬥將！！拉麵男（毒蠍拳斬馬、龍尾、三重出山）
- 鐵拳小子（日语：鉄拳チンミ）（村長）
- 狗仔爺爺 (1987年版)（日语：のらくろクン）（部長、爺爺、海賊、山田）
- 比利犬（日语：ビリ犬）（校長）
- 魔神英雄傳（頓·戈羅〈初代〉、贊·庫克將軍）
- 鎧傳（妖邪兵）

1989年
- 寶馬神童（日语：青いブリンク）（編輯、愛波利、卡斯梅爾）
- 城市獵人2（隊長）
- 城市獵人3（大使）
- 獸神萊卡（片桐隊長）
- 比利犬商會（元祖主人）
- 少棒小魔投（藤田元司）
- 魯邦三世：再見自由女神？危機一刻！（日语：ルパン三世 バイバイ・リバティー・危機一発!）（電視播報）
- YAWARA！（石倉教練、大會職員A、法官、大使、警衛）

1990年
- 偶像天使陽子
- 江戶之子男孩 理解太助（日语：江戸っ子ボーイ がってん太助）（錢形Hey次）
- 超級劍豪傳（クマソン）
- 海底兩萬哩（Neo亞特蘭隊長、鸚鵡螺號船員）
- 魔神英雄傳2（姆奇里尼、馬爾達馬、杜伊特將軍、村內老人）

1991年
- 機甲警察金屬傑克（城崎課長）
- 絕對無敵雷神王（黑幫A、撒旦Jr.）
- 太陽勇者（船長）
- 快樂的嚕嚕一家 冒險日記（威姆吉）
- 大耳鼠（大臣）
- 21衛門（老師、炎之男）
- 閃電霹靂車（電視轉播）
- 魔法公主Minky Momo 擁抱夢想（吸血鬼、柏德博士、法特、小人C、番人）
- 丸出日太夫（猩猩老師、熊、家庭教師B、的父親）
- 橫山光輝 三國志（水鏡老師）

1992年
- 蠟筆小新（警備員）
- 奧斯宇宙歷險記（日语：スペースオズの冒険）（阿爾赫利希特）
- 超時空保姆（山口大作）
- 幽☆遊☆白書（岩本老師、黃玉）
- 魯邦三世：俄羅斯之戀（日语：ルパン三世 ロシアより愛をこめて）

1993年
- 劍勇傳說YAIBA（三好清海入道）
- 可愛巧虎島（機器人、時間精靈、大叔）
- 忍者亂太郎（加藤飛藏、宇奈月十太夫 等）
- 勇者特急隊（アッパー）

1994年
- 機動武鬥傳G鋼彈（飛龍、傑克·因·戴曼德、埃里克·扎·維京、高官B）
- Soccer Fever（日语：サッカーフィーバー）（洛貝魯特）
- 頑童歷險記（仲買人、團長）
- 魔法騎士（宿主）
- 咕嚕咕嚕魔法陣 (1994年版)（カセギゴールド）
- 魔天戰神（羅卡的父親、稻葉、土狼）
- 紅色巴隆（日语：レッドバロン (アニメ)）（湯姆）

1995年
- Oz Kids（日语：オズ・キッズ）
- 怪盗Saint Tail（福山）
- 獸戰士卡爾基巴（日语：獣戦士ガルキーバ）（幻影）
- 新機動戰記鋼彈W（J醫生）
- 秀逗魔導士（蘭迪）
- 咚康！機器人天唐（日语：ドッカン!ロボ天どん）（醫生）
- 伊沙米大冒險（黃金天狗）
- NINKU -忍空-（白虎）
- VR快打（廣播）
- 羅密歐的藍天（里索）

1996年
- 天才寶貝（園長先生的哥哥〈向井公一〉）
- 無家可歸的孩子蕾米（傑拉爾）
- 蒙面俠蘇洛傳（喜鵲）
- 奧運高手（會長）
- 酷妹當家（惠的父親）
- 機動新世紀鋼彈X（萊茲·安特、卡扎夫、產業顧問）
- 超者萊汀（日语：超者ライディーン）（瀨川）
- 山林小獵人 (1996年版)（男人）
- 熱門小馬（鬍子旋風）
- 名犬萊西（亨利）
- 名偵探柯南（男子A、校長）
- 勇者指令（暴力宇宙警官戴斯科普）
- 浪客劍心（坂田、月王）

1997年
- CLAMP學園偵探團（館長）
- 蠟筆小新特別篇！我們全家要去夏威夷家哦 而且我和人魚戀愛了哦（迎接人員）
- 秀逗魔導士TRY（費里奧涅爾·艾魯·迪·塞倫）
- 手塚治虫的舊約聖書物語（日语：手塚治虫の旧約聖書物語）（哈姆）
- 超魔神英雄傳（卡門）
- 幸運騎士L（日语：フォーチュン・クエストL）（亨利）
- 馬赫GoGoGo (1997年版)（響大輔）
- 勇者王（製作人）

1998年
- Weiß kreuz（偽日影）
- 餓沙羅鬼（韋恩大將）
- 劍風傳奇烙印勇士（白虎將軍）
- 青澀之戀（保坂由之）
- 機動神腦（軍人A）
- 浪客劍心（風一族之族長）
- 失落的宇宙（碼瑞根）

1999年
- 麻辣教師GTO（委員A）
- 週刊故事樂園（日语：週刊ストーリーランド）（男、教師、大叔）
- 六翼天使之聲（日语：セラフィムコール）（凜堂彩香的父親）
- 微星小超人（日语：ミクロマン・マグネパワーズ）（鎖鏈蜘蛛）
- 女惡魔人（美國大使）
- 無限的未知（工作員A）

2000年
- 沉默的未知（所長）
- 機巧奇傳（岩瀨、講釋師）
- 哆啦A夢 (大杉羨代版)（大叔、作業員 等）
- 向阳之树（主人）
- 法布爾先生是名偵探（日语：ファーブル先生は名探偵）（巴瑞萊署長）
- 深藍救兵（醫師）
- 名偵探柯南（課長、男B）

2001年
- 激鬥戰車（武藏一道）
- 名偵探柯南（小泉小太郎）

2002年
- 我們這一家（同僚1）
- Witch Hunter ROBIN（教授）
- 機動戰士鋼彈SEED（威廉·薩瑟蘭多、軍醫）
- 攻殼機動隊 STAND ALONE COMPLEX（大佐）
- 人造人009 THE CYBORG SOLDIER（弗瑞格）
- 七小花（半田實）
- 真·女神轉生D 惡魔之子 光之書與闇之書（村長）
- 爆鬥宣言大鋼彈（謝里曼）
- 巴狼1號 (2002年版)（白鳥健一）
- 名偵探柯南（杉山精一、楠田刑警）

2003年
- WOLF'S RAIN（店主）
- Gilgamesh（日语：ギルガメッシュ (漫画)）（醫師）
- 高橋留美子劇場（醫生）
- 高橋留美子劇場 人魚之森（草吉）
- 偵探學園Q（神原弘道）
- 名偵探柯南（刑警C、持田英男）

2004年
- KURAU Phantom Memory（日语：KURAU Phantom Memory）（才藤）
- 鐵人28號 (2004年版)（大塚署長）
- 冒險王比特（姆加因）
- MADLAX（重役、専務）
- MONSTER（前秘書）
- 烘焙王（烏爾里希·拉莫）

2005年
- CLUSTER EDGE（印刷屋）
- 小天小天子（日语：こてんこてんこ）（不倒翁、長老巴格、保安官）
- 怪醫黑傑克（下駄警部、教練）
- 怪傑佐羅利（汪德克博士）
- 名偵探柯南（搬家業者A）

2006年
- 我們這一家（庄屋）
- 怪 ～ayakashi～ 四谷怪談（宅悅）
- 獸爪（日语：ケモノヅメ）（1980年的大葉久太郎）
- Code Geass反叛的魯路修（澤崎敦）
- 彩雲國物語（青巾黨頭目、大旦那、酔漢）
- 蒼天之拳（田學芳）
- 飛天小女警Z（紳士）
- 王牌酒保（峰山龍司）
- Project BLUE 地球SOS（日语：Project BLUE 地球SOS）（托尼·木村）
- 怪傑佐羅利（魔法使）
- 名偵探柯南（大西刑事、島崎安信）

2007年
- 我們這一家（女房東的父親）
- Eleking the Animation（日语：エレキング (漫画)）（睡著的父親）
- 風之聖痕（風卷兵衛）
- 劍豪生死鬥（丸子彥兵衛[12]）
- BLUE DROP ～天使們的戲曲～（長谷川〈瑪莉的隨扈司機〉）
- 魔人偵探腦嚙涅羅（海野浩二）
- 物怪 「化貓」（門脇榮）
- 魔法人力派遣公司（校長）

2008年
- 鬼太郎 (第5作)（百目）
- 秀逗魔導士ズREVOLUTION（菲爾王子）
- 發現·體驗·我喜歡巧虎！（卡歐／吼吼先生）
- 秘密 ～The Revelation～（榎木聰一）
- 藥師寺涼子怪奇事件簿（丸岡警部[13]）
- 我家有個狐仙大人。（老源、調理人）

2009年
- 我們這一家（麵包店店長、加藤先生）
- 犬夜叉 完結篇（藥老毒仙）
- 四葉遊戲（前野千太郎）
- 鬼太郎 (第5作)（はたおんりょう）
- 真魔神 衝擊！Z篇 on television（布羅肯伯爵）
- 蒼天航路（巖忠）
- 第一神拳New Challenger（坂口）
- 名偵探柯南（田淵學）

2010年
- 蠟筆小新（畑良加世留造）
- 海螺小姐（南）
- 可愛巧虎島 HE·SO·KA（卡歐／吼吼先生）
- 星際寶貝：神奇大冒險 ～最棒的朋友～（太郎）
- 哆啦A夢 (水田山葵版)（玩具店老闆）

2011年
- GOSICK（莫里斯）
- 幸福光暈 ～hitotose～（澤渡楓的祖父）
- Dororon炎魔君 熊～熊燃燒（日语：Dororonえん魔くん メ〜ラめら）（巨無霸大叔）
- 變身！公主偶像（浦島）
- ONE PIECE（海王星）

2012年
- 創聖機械天使EVOL（伊爾克）
- 機動戰士鋼彈AGE（梅德爾·贊特）
- 蠟筆小新（乾田部長）
- 可愛巧虎島 Wao！（卡歐／吼吼先生）
- 名偵探柯南（今岡海四郎）
- （義雄）

2013年
- 鋼彈創戰者（珍庵師傅）
- 義風堂堂!! 兼續和慶次（木食應其）
- 哆啦A夢 (水田山葵版)（荒舊屋店主）
- 第一神拳Rising（坂口）
- 神奇寶貝 THE ORIGIN（富士老人）

2014年
- Pac World（日语：パックワールド）（Master咕）

2015年
- 潮與虎（海座頭）
- OVERLORD（卡吉特·戴爾·巴丹提爾）
- 牙狼〈GARO〉-炎之刻印-（加斯帕·蒙特斯）
- 雙槍激鬥（風澄徹〈老人〉）
- 神奇寶貝XY（福爺）
- 魔術快斗1412（羅伯特）
- 名偵探柯南（勝又力）

2016年
- 亞人（岸老師）
- 少女編號（柴崎萬葉的父親）
- 怪盜Joker（隱居人士）
- 境界的輪迴 (第2期)（黑井田永世十段）
- 蠟筆小新（鱷魚造、眉唾屋）
- 新我們這一家（加藤先生）
- DAYS（水樹壽人的祖父）
- 決鬥大師VSRF（切札勝Z）
- 哆啦A夢 (水田山葵版)（店主、老人）
- 龍族拼圖X（瓦哈特）
- 不愉快的妖怪庵（藤原達磨）
- 我的英雄學院（博士）
- 神奇寶貝XY&Z（福爺）
- 超時空要塞Δ（總統）
- 名偵探柯南（武上均）
- ONE PIECE（猴爺）

2017年
- 鬼平（八丁目清五郎）
- 哆啦A夢 (水田山葵版)（コメンテーター）
- 我的英雄學院 第2期（博士）
- 最遊記RELOAD BLAST（李塔天[14]）
- DRIVE HEAD 救援特警隊（車田乘太郎）

2018年
- 伊藤潤二驚選集（男）
- 銀魂.（彈）
- 銀河英雄傳說 Die Neue These 邂逅（佛瑞德李希四世[15]）
- 雷頓神秘偵探社 ～卡特莉的解謎事件簿～（唐·保羅）
- Angolmois 元寇合戰記（少貳資能）
- RErideD -穿越時空的德理達-（漢斯·安德烈[16]）
- JoJo的奇妙冒險 黃金之風（老人）
- 刃牙 (第2作)（本部以藏[17]）
- 名偵探柯南（寺內哲二）

2019年
- B-PROJECT ～絕頂*Emotion～（安迪）
- 索斯機械獸WILD（塔瑪村 村長）
- 格林筆記 The Animation（老爺爺）
- 龍族拼圖（學園長）
- 卡羅爾與星期二（駕駛）
- 鬼太郎 (第6作)（貓仙人[18]）
- 索斯機械獸WILD ZERO（法蘭克·蘭德）

2020年
- 異獸魔都（十字眼老頭）
- 歌舞伎町夏洛克（佐助）
- Asatir 未來的傳說故事（バシール、長老）
- 闇影詩章（じいや）
- 更多！怪傑佐羅力（ドッテンバッタン）

2021年
- 名偵探柯南（石間明彥）
- 決鬥大師 KING（大長老）
- 我的英雄學院 第5期（博士）
- 世界盡頭的聖騎士（巴格利）

2022年
- 幽零幻鏡（叔叔）
- 我的英雄學院 第6期（博士）
- 妖怪手錶♪（チョコボー①）
- BORUTO-火影新世代-NARUTO NEXT GENERATIONS-（マルタ）
- 名偵探柯南 犯人·犯澤先生（大上祝二郎）

2023年
- 名偵探柯南 警察學校篇 Wild Police Story（警察學校長）
- 偶像大師 灰姑娘女孩 U149（部長）
- 世界盡頭的聖騎士 鐵鏽之山的君王（巴格利[19]）

### 電影動畫
1981年
- 機動戰士鋼彈II：哀·戰士篇（伍迪·馬爾登、史泰奇）

1982年
- COBRA SPACE ADVENTURE
- 忍者哈特利：忍忍忍法繪日記之卷（賞花遊客C）

1984年
- 忍者哈特利+小超人帕門：超能力大戰（日语：忍者ハットリくん+パーマン 超能力ウォーズ）（男）
- 冒險者們 甘巴與7隻夥伴（日语：ガンバの冒険）

1985年
- 忍者哈特利+小超人帕門：忍者怪獸吉波VS奇蹟蛋（日语：忍者ハットリくん+パーマン 忍者怪獣ジッポウVSミラクル卵）（駕駛）

1986年
- GREY Digital Target（日语：GREY）（梅）
- 鄰家女孩：沒有背號的王牌投手（坂田）

1987年
- 鄰家女孩3：在你離開之後 -DON'T PASS ME BY-（大熊）

1988年
- 縣立海空高校棒球部員山下太郎同學（日语：県立海空高校野球部員山下たろーくん）（裁判）

1989年
- 金星戰記（日语：ヴイナス戦記）（巴登）

1991年
- 機動戰士鋼彈F91（鮑勃魯斯）

1992年
- 機動戰士鋼彈0083：吉翁的殘光（威利·克勞德爾）

1994年
- 哆啦A夢：大雄與夢幻三劍士（兵隊長）

1995年
- Kiki與Lala的媽媽是最棒的！（月亮大人）
- 哆啦A夢：大雄的創世日記（源賴光）

1996年
- 劇場版 忍者亂太郎（加藤飛藏）
- 秀逗魔導士RETURN（老魔道士）

1997年
- 秀逗魔導士GREAT（老爹）

1998年
- 新機動戰記鋼彈W Endless Waltz 特別篇（J醫生）

1999年
- GUNDRESS（日语：ガンドレス）（阿里·扎布·哈桑）

2000年
- 哆啦A夢：大雄的太陽王傳說（醫生）

2003年
- 哆啦A夢：大雄與不可思議的風使者（嵐族F[20]）

2007年
- 河童之夏（住宿客人〈夫〉）
- 鐵人28號：白晝的殘月（大塚署長）
- 名偵探柯南：紺碧之棺（上平巡査[21]）

2009年
- 雷頓大冒險：永遠的歌姬（唐·保羅[22]）

2012年
- 名偵探柯南：第11位前鋒（松崎幸司、警備員）

2013年
- 劇場版 DokiDoki！光之美少女：小愛结婚了!!?連結未來的希望禮服（銀色時鐘）

2014年
- 樂園追放 -Expelled from Paradise-（高官A）[23]
- SANTA COMPANY（日语：サンタ・カンパニー）（神秘店主[24]）

2015年
- 劇場版 怪傑佐羅利：宇宙的勇者們（ムムジィ）

2016年
- CYBORG009 CALL OF JUSTICE（孟克[25]）
- 可愛巧虎島Wao！巧虎與繪本之國（卡歐／吼吼先生）

2017年
- 可愛巧虎島Wao！巧虎與彩虹的綠洲（卡歐／吼吼先生）

2018年
- 可愛巧虎島Wao！魔法島嶼的大冒險（卡歐／吼吼先生）

2019年
- 我的英雄學院劇場版：英雄新世紀（醫生）

### OVA
1985年
- 檸檬雞尾酒 LOVE30S 在淋濕的雨中（日语：酎ハイれもん LOVE30S）

1986年
- 蒼之流星SPT雷茲納 ACT2 路·凱因1999（操作員A）
- 蒼之流星SPT雷茲納 ACT3 刻印2000（參謀總長）
- （懷特上校）
- 機甲界卡利安 大地之章（士兵A）
- 機甲界卡利安 鐵之紋章（將校A）
- 裝甲騎兵 大決戰（男A）

1987年
- 搞怪拍檔的大對決 諾蘭蒂亞之謎（中校）
- 魔女俱樂部4人组 來自亞空間的外星人X（日语：ぴえろ魔法少女シリーズ）（如月綠）

1988年
- 麻雀飛翔傳 哭泣的龍（日语：麻雀飛翔伝 哭きの竜）（美好）

1989年
- 怪力少女（老爹、首相）
- 華星夜曲（日语：華星夜曲）（男A）
- 機動戰士鋼彈0080：口袋裡的戰爭（查理）
- 鎧傳（忍者、警方）
- 力王 RIKI-OH 等括地獄（源太郎）

1990年
- 押忍!! 空手部（日语：押忍!!空手部）（大門純、樫山）

1991年
- 摩羯座（日语：カプリコン）（約特爾博士）
- 機動戰士鋼彈0083：Stardust Memory（威利·克勞德爾、庫爾特、艦長）
- 學園超女隊

1992年
- 創龍傳
- 融岩大使（德田修一、外星人、桑原、大臣）

1993年
- （月）
- 魔神英雄傳 -沒有終結時的傳說-（修羅童子）

1994年
- 裝甲騎兵 榮耀的背後（楊贊）

1995年
- 我是天使你是惡魔（日语：あたし天使あなた悪魔）（爸爸）
- 沉默的艦隊（內海〈初代〉）

1996年
- 我的性騷擾煩惱（日语：僕のセクシャルハラスメント）（澤村正隆）

1997年
- 新機動戰記鋼彈W Endless Waltz（J醫生）
- 沉默的艦隊（聖地亞哥艦長）
- 鋼鐵神兵 NEO（學者A）

1998年
- 新·男樹（日语：男樹）（鬼道）
- 沉默的艦隊（亨德里克·多爾）

1999年
- 機動戰士鋼彈第08MS小隊 特別篇：最後的樂園（士官）

2000年
- 傀儡的你（日语：からくりの君）（下忍頭）

2002年
- 七小花（教務主任）
- 魔法護士小麥（大馬神）

2003年
- IZUMO（大宮司）

2006年
- 鋼彈EVOLVE../7（J醫生）
- 名偵探柯南：追蹤消失的鑽石！柯南、平次vs基德！（岩爪一真）

2007年
- 裝甲騎兵 裴爾森密件（檢事）
- 太棒了！納豆男孩（（魔納豆男）

2008年
- 萌少女的戀愛時光 特別篇 休息時間（教務主任）
- 念佛物語 親鸞大人 祈福、然後 光。（日语：念仏物語#念仏物語 親鸞さま ねがい、そして ひかり。）

2011年
- 最遊記外傳（李塔天）
- SUPERNATURAL：THE ANIMATION（史提夫）

2013年
- 機動戰士鋼彈AGE MEMORY OF EDEN（梅德爾·贊特）

2016年
- 機動戰士鋼彈0083 STARDUST MEMORY 宇宙的蜉蝣2（威利·克勞德爾）

### 網路動畫
- 幕末機關說（2006年，黑田了介）
- NINJA SLAYER from ANIMATION（2015年，微笑爺爺）
- 鋼彈創鬥者GM 的逆襲（2017年，珍庵師父）
- B：彼之初（2018年，波利斯·梅爾黑羽[26]）
- 超级七龍珠群雄（2022年，梅奇卡普拉）

### 遊戲
1991年
- 夢幻模擬戰（艾伯特）

1996年
- （要塞司令）
- 夢幻模擬戰III（日语：ラングリッサーIII）（蓋耶爾將軍、威廉侯爵、死人使戈洛布）

1998年
- 黑須偵探物語（日语：クロス探偵物語）（冴木達彥、高梨呂秋）
- 夢幻模擬戰V ～The End of Legend～（魔將軍蓋耶爾）

1999年
- 捉猴啦（大叔）
- 龍騎士傳說（日语：レジェンド オブ ドラグーン）（哈謝爾）

2000年
- S鋼彈 G世代-F（薛爾夫·薛菲爾德、傑克·因·戴耶）
- 機動戰士鋼彈 基連的野望 吉翁的系譜（日语：機動戦士ガンダム ギレンの野望）（威利·克勞德爾、連邦軍将校）
- 高機動幻想 機甲槍兵（日语：高機動幻想ガンパレード・マーチ）（市長）

2001年
- SD鋼彈 G世代-F.I.F（薛爾夫·薛菲爾德、傑克·因·戴耶）
- 日昇英雄譚2（日语：サンライズ英雄譚）（J醫生）
- 吉翁最前線 機動戰士鋼彈0079（連契夫）

2002年
- 機動戰士鋼彈 基連的野望 吉翁獨立戰爭記（威利·克勞德爾、庫爾特、伊利奧德·雷姆、哈維克社重役）
- 星際爭霸戰：力挽狂瀾（克瓦克）

2004年
- 機動戰士鋼彈 戰士們的軌跡（日语：機動戦士ガンダム 戦士達の軌跡）（連契夫）
- 超級機器人大戰MX（戈爾吉歐茲）
- 鐵人28號（大塚署長）

2005年
- OZ（（多多）
- 機動戰士鋼彈 一年戰爭（日语：機動戦士ガンダム 一年戦争）（伍迪·馬登）
- 王國之心II（戴爾）
- 超級機器人大戰MX 攜帶版（戈爾吉歐茲）
- 劍魂III（洛克·亞當斯）
- 冒險王比特 黑暗世纪（死人沼澤的策士·武蓋恩）

2007年
- SD鋼彈 G世代 SPIRITS（薛爾夫·薛菲爾德、伍迪·馬登、杜恩）
- Halo 3
- 雷頓教授與惡魔之箱（唐·保羅）
- 雷頓教授與不可思議城鎮（唐·保羅）

2008年
- 機動戰士鋼彈 基連的野望 阿克西斯的威脅（日语：機動戦士ガンダム ギレンの野望 アクシズの脅威）（威利·克勞德爾、庫爾特、杜恩、連邦軍将校）
- 反叛的魯魯修 LOST COLORS（澤崎）
- 雷頓教授與最後的時間旅行（唐·保羅）

2009年
- 刺客教條II
- 王國之心 編碼（戴爾）
- 宵星傳奇（民宿主人）[注 2]

2010年
- 王國之心：編碼重製版（戴爾）
- 王國之心 夢中降生（戴爾）
- 暴雨殺機（查爾斯·格瑞馬）

2011年
- 秘境探險3：德瑞克的騙局（蘭賽斯）
- 機動戰士鋼彈 新基連的野望（日语：機動戦士ガンダム 新ギレンの野望）（威利·克勞德爾、杜恩、庫爾特、聯邦軍將校）
- Kinect 迪士尼大冒險（日语：Kinect: ディズニーランド・アドベンチャーズ）（巴斯光年）

2012年
- 機動戰士鋼彈AGE 宇宙加速／宇宙驅動（梅德爾·贊特）
- Kinect 衝鋒（巴斯光年）
- Glass Heart Princess（日语：Glass Heart Princess）（姬乃門治）
- 第2次超級機器人大戰Z 再世篇（布洛肯伯爵）
- ONE PIECE ONEPY B MATCH IC（日语：ワンピーベリーマッチ）（海王星）

2013年
- Glass Heart Princess：PLATINUM（姬乃門治[27]）

2014年
- 王國之心HD 2.5 ReMIX（日语：キングダム ハーツ HD 2.5 リミックス）（戴爾）
- 第3次超級機器人大戰Z 時獄篇（布洛肯伯爵）

2015年
- 碧藍幻想（巴斯[28]）
- 勇者鬥惡龍VIII 天空、碧海、大地與被詛咒的公主（路伊尼羅）
- 超級機器人大戰BX（布洛肯伯爵）
- 星際大戰：戰場前線（日语：スター・ウォーズ バトルフロント）
- 蝙蝠俠：阿卡漢騎士（阿爾弗萊德·潘尼沃斯）

2016年
- SD鋼彈 G世代 GENESIS（連契夫、杜恩）
- 神寶拳 POKKÉN TOURNAMENT（華特）
- 羅德斯島戰記Online（基姆[29]）
- 超級七龍珠群雄（梅奇卡普拉）

2017年
- 超級機器人大戰V（布洛肯伯爵、葛瑞特·蓋爾（日语：ゲール (宇宙戦艦ヤマト)#宇宙戦艦ヤマト2199））
- 火焰之紋章 回聲 另一位英雄王（諾瑪）
- 星際大戰：戰場前線II（阿克巴上將）

2018年
- 超級機器人大戰X（贊·庫克將軍、布洛肯伯爵）

2019年
- 王國之心III（蒂蒂、Buzz Lightyear）

### 廣播劇CD
- 創聖機械天使EVOL（埃爾科）[注 3]
- 英雄傳說IV 朱紅的淚（雷姆魯斯）
- Weiß kreuz Glühen II Theater Of Pain（佐藤大膳）
- NIGHTRUTH（宮條豪次郎）
- 餓沙羅鬼見聞錄CD1「風之記憶 砂之傳承」（木星探査船船長）
- 久遠之絆平安篇（賀茂保憲）
- 孔明的新娘。（日语：孔明のヨメ。）（黃承彥[30]）
- CD劇場 勇者鬥惡龍IV（日语：CDシアター ドラゴンクエスト）（摩爾達姆）
- 快打旋風ZERO 外傳 ～春麗的旅程～（祖父）
- 搞怪拍檔 甜蜜天使 Yuri&Kei（平賀源内）
- 東京少年王 闇之貴公子參上（武田龍之介）
- BATTLE MASTER 究極的戰士們（日语：バトル・マスター 究極の戦士たち）（旁白）
- G奇幻漫畫CD精選 火焰之紋章 暗黑龍與光之劍（加聶夫）
- FALCOM SPECIAL BOX '96 [DISC2] 廣播劇CD Brandish外傳（葛蘭帕）
- 傀儡師左近（黑川）
- NINJA SLAYER忍者殺手（笑面爺）[注 4]
- 最遊記外傳（李塔天）
- 最终神話戰爭伊特奥佩拉系列（旁白）

1. 第1章 分裂的神話
2. 第2章 彷徨的冥界之門
3. 第3章 光輝的悠遠女神

- 天使祝詞（日语：天使祝詞 (漫画)）（木島）
- 魔神英雄傳2 虎王夢傳說（旁白）
- 烈風的騎士公主（菲力浦三世）

### 廣播劇
- VOMIC 噬謊者（夜行妃古壹）
- 義風堂堂!! ～～ 文化放送JOQR（木食應其）

### 外語配音

#### 演員
卡洛斯·阿拉茲拉奎
- 機械戰士REX（DI·迪赫頓教官）
- 快樂腳（內斯特）
- 快樂腳2（內斯特）

吉姆·貝魯什
- 一路響叮噹（美國購物中心的聖誕老人）※DVD版。
- 叫我第一名（英语：Joe Somebody）（Chuck Scarett）※機內上映版。
- 雷霆殺手 (1997年電影)（Harrison／Oliver）
- 你整我，我整你（Harvey）※富士電視台版。

基夫·大衛
- 星際傳奇（Abu 'Imam' al-Walid）※BD版。
- 外星界限 (第6季)（英语：The Outer Limits (1995 TV series)）（Ian Merit）
- 哈啦瑪莉（Charlie）

安東尼·丹尼生
- 真相追擊（Andy Flunn警部補）
- 執法悍將 (第2季)[注 5]（Andy Flunn警部補）
- 重案组（Stephan司令官）

傑佛瑞·瓊斯
- 激情年代（Thomas Putnam）
- 艾德·伍德（The Amazing Criswell）
- 追擊赤色十月（Skip Tyler）※朝日電視台版。

比爾·史密托維奇
- 空軍一號（Northwood）※日本電視台版。
- 千年追兇（英语：Millennium (TV series)）（Robert Bletcher）
- 外星界限（英语：The Outer Limits (1963 TV series)）（Joseph Dane）

J·T·沃爾什
- 火爆教頭（英语：Blue Chips）（Happy Kuykendahl）※VHS版。
- 終極證人（Jason McThune）※影碟版。
- 王牌對王牌（Terence Niebaum）※影碟版。

#### 電影
- 停機四十天（英语：40 Days and 40 Nights）（馬赫神父〈史丹利·安德森（英语：Stanley Anderson）〉）
- 54激情俱樂部（英语：54 (film)）（大使〈麥可·約克〉）※影碟版。
- 1941（Claude Crumn〈Murray Hamilton〉）※BD版。
- 荒野大鏢客 ※TBS新錄製版。
- 殺戮時刻（英语：A Time to Kill (1996 film)）（Harry Rex Vonner〈奧利弗·普萊特〉）
- 法律之上（英语：Above the Law (1988 film)）（Lukich〈Ron Dean〉）※VHS、DVD、BD版。
- 無底洞（上校〈Peter Rutray〉）※影碟版。
- 紐約大地震（英语：Aftershock: Earthquake in New York）（Michael Moriarty〈Paul Stenning〉）
- 飛離航道（英语：Air America (film)）（Robert Diehl〈David Marshall Grant〉）※影碟版。
- 空軍一號（Northwood〈Bill Smitrovich〉）※日本電視台版。
- 異形2（Daniel Spunkmeyer〈Daniel Kash〉）※VHS、DVD版。
- 異形帝國（英语：Alien Nation）（Brian Grazer警部）
- 大鱷魚2（英语：Alligator II: The Mutation） ※東京電視台版。
- 救護車（英语：The Ambulance）（"Jughead" Ryan〈James Dixon〉）※東京電視台版[注 6]。
- 天使愛美麗（Collignon）
- 美國總統（Robert Diehl〈David Marshall Grant〉）※影碟版。
- 世紀的哭泣（Dale Lawrence〈Christian Clemenson〉）※VHS版。
- Anthrax (2001年電影)（亞當〈大衛·凱斯〉）
- 48小時闖天關（Frank Cruise〈Ed O'Ross〉）※影碟版。
- 瘋狂盯梢令（英语：Another Stakeout）（Brian O'Hara〈Dennis Farina〉）※日本電視台版。
- 世界末日（Walter Clark〈Chris Ellis〉）※富士電視台版。
- 運鈔車大盜（英语：Armored (film)）（Duncan Ashcroft〈Fred Ward〉）
- 現代啟示錄（報導攝影師〈丹尼斯·霍珀〉）※Pony Canyon特別完整VHS版。
- 地球末日（英语：Asteroid (film)）（總統）※影碟版。
- 歡喜冤家（英语：Author! Author! (film)）
- 回到未來III（葬儀社）※影碟版／（槍支推銷員）※日本電視台版[注 7]。
- 浴火赤子情（英语：Backdraft (film)）（Nightingale、病理醫生）※影碟版。
- 絕地戰警（Casper〈Frank John Hughes〉）※富士電視台版。
- 絕地戰警2（Alexei〈彼得·斯特曼〉）※DVD版。
- 兇手就在隔壁（英语：Bad Day on the Block）（Reese Braverton〈David Andrews〉）
- 巴頓芬克（Jack Lipnick〈Michael Lerner〉）※DVD版
- 蝙蝠俠：開戰時刻（Carmine Falcone〈湯姆·威爾金森〉）※劇院公映版。
- 蝙蝠俠大顯神威 ※朝日電視台版。
- 超級戰艦
- 我家也有貝多芬2（英语：Beethoven (film)）（Brillo〈凱文·鄧恩〉）※影碟版。
- 變腦（計程車司機）
- 冷板凳少棒隊（英语：The Benchwarmers）（Mel Carmichael〈喬恩·拉威茨〉）
- 貝武夫：北海的詛咒（Wiglaf〈布蘭頓·葛利森〉）
- 豪門新人類（英语：The Beverly Hillbillies (film)）（Barnaby Jones〈Buddy Ebsen〉）
- 法網之外（英语：Beyond the Law (1992 film)）（Virgil〈Leon Rippy〉）※VHS版。
- 奪命大槍手（英语：Tony Arzenta）（Hans Grunwald〈Anton Diffring〉）※2014年新錄製版。
- 絕地奶霸（英语：Big Momma's House）（克勞福德）
- 鐵血軍營
- 舞動人生（Billy的父親／Jackie Elliot〈Gary Lewis〉）※BD版。
- 火爆任務（英语：Black Dog (film)）（雷德〈肉卷〉）※日本電視台版。
- 黑俠（石頭警部〈劉青雲〉）
- 黯陰羊（英语：Black Sheep (1996 film)）（Neuschwander〈Bruce McGill〉）
- 豪情三兄弟（英语：Blood In Blood Out）（Popeye〈Carlos Carrasco〉、Jerry〈Richard Masur〉）
- 炸彈追殺令（英语：Blown Away (1994 film)）（Bama〈Loyd Catlett〉）※影碟版。
- 天生贏家（英语：Bob Roberts）（Terry Manchester〈Brian Murray〉）
- 花心大少闖情關（英语：Boomerang (1992 film)） ※富士電視台版。
- 青樓禁地（英语：Bordello of Blood）（木乃伊〈威廉·托馬斯·桑德勒〉）
- 神鬼認證（馬歇爾）※富士電視台版。
- 婆羅門納曼（英语：Brahman Naman）（伯尼）
- 奏出新希望（英语：Brassed Off）（Jim〈Philip Jackson〉）
- 第凡內早餐（O.J. Berman〈Martin Balsam〉）※影碟版。
- BJ單身日記（Julian〈Patrick Barlow〉）
- 愛在分別時（日语：バイバイ・ラブ）（David Townsend〈羅伯·雷納〉）※VHS版。
- 外星奇緣（英语：Can of Worms (film)）（Barnabus〈馬爾科姆·麥克道威爾〉）
- 幽靈追魂車（英语：The Car）（Luke〈Ronny Cox〉）※朝日電視台追加錄音版。
- 鬼馬小精靈 (1995年電影)（教授、Pescatori、Nixon 等）
- 北非諜影（Sam〈Dooley Wilson〉）※東京電視台版。
- 魔法靈貓（英语：The Cat in the Hat (film)）
- 小鬼交鋒（英语：Catch That Kid）（Donald Brisbane〈Michael Des Barres〉）
- 連鎖反應（英语：Chain Reaction (1996 film)）（萊曼·厄爾·科利爾〈布萊恩·考克斯〉）※影碟版。
- 烈火戰車 ※TBS版[注 6]。
- 轟天大追擊（英语：The Chase (1994 film)）（Byron Wilder〈Rocky Carroll〉）※朝日電視台版。
- 放牛班的春天（Pierre Morhange〈讓-巴普提斯特·莫尼耶〉）
- 蹺家大作戰（英语：Christmas with the Kranks）（Vic Frohmeyer〈丹·艾克洛德〉）
- 歡喜城（英语：City of Joy (film)）
- 最後一擊（Ford Bond〈David Huband〉、Feldman）
- 燃眉追擊 ※朝日電視台版。
- 雲圖（亞當律師的岳父哈斯克爾→塔德茨·克瑟凌→殺手比爾→諾亞克絲護士→當局官員→扎克里的心魔老喬治〈雨果·威明〉）
- 代碼46（Bahkland〈歐姆·普利〉）※DVD版。
- 來去美國（英语：Coming to America） ※日本電視台版。
- 剛果驚魂（英语：Congo (film)） ※影碟版。
- 鑽石誘惑（英语：Cool Money）（Phil Parris〈Jason Schombing〉）
- 勵志大聯盟（英语：The Comebacks）（Lambeau Fields〈大衛·柯屈納〉）
- 空中監獄（Earl Williams〈M. C. Gainey〉）※朝日電視台版。
- Cover-Up（英语：Cover-Up）（計程車司機）
- 致命搖籃（Archie〈Tom Arnold〉）※VHS、DVD版。
- 風雲時代（英语：Cradle Will Rock）（皮埃爾·德·羅漢〈布萊恩·布羅菲〉）
- 異形生物（英语：Creature (1985 film)） ※東京電視台版。
- 鱷魚先生（英语：Crocodile Dundee）（達菲）※朝日電視台版。
- 別為我哭泣，比利（英语：Cry for Me, Billy）（士兵2、亨利）※富士電視台版。
- 班傑明的奇幻旅程（麥克·克拉克船長〈傑瑞德·哈里斯〉）
- 盧貝松之光芒萬丈（英语：The Dancer (2000 film)）（巴里〈喬·謝利登〉）
- 與狼共舞 ※朝日電視台版。
- 截殺威龍（英语：Death Warrant (film)）（Perez〈Paulo Rocha〉）※VHS版。
- 誘惑2（英语：Decoys 2: Alien Seduction）（Erwin Buckton教授〈Tobin Bell〉）
- 彗星撞地球（Alan Rittenhouse〈詹姆斯·克倫威爾〉）
- 越戰獵鹿人 ※富士電視台版[注 8]。
- 瑪尼圖的鞋（英语：Der Schuh des Manitu）（休休尼族酋長）
- 英雄不流淚（英语：Desperado (film)） ※VHS、DVD版。
- 終極警探（Alexander〈Joey Plewa〉）※VHS、DVD、BD版。
- 終極警探3（Fred Schiller博士〈Stephen Perlman〉）※朝日電視台版／（業務員）※影碟版。
- 狗咬狗（Grecco The Greek〈保羅·許瑞德〉）
- 怪傑變錯身（英语：Dr. Jekyll and Ms. Hyde）（Manning〈John Franklyn Robbins〉）※VHS版。
- 這個男人有點色（Paul Showalter〈鮑勃·迪西〉）
- 別喝生水（英语：Don't Drink the Water (1994 film)）（旁白）
- 火樂焚城（凱特〈比利·愛多爾〉）
- 盜貼人生（英语：The Double (2011 film)）（Tom Highland〈馬田·辛〉）
- 龍之風暴（Theldag〈Tony Amendola〉）
- 龍的世界（Brownie McGee〈Jim Dunk〉）
- 終極特區（英语：Drop Zone (film)）（Tom McCracken〈Andy Romano〉）※影碟版。
- 醉拳
- 王牌騎警（英语：Dudley Do-Right (film)）（金橘酋長〈亞歷士·洛可（英语：Alex Rocco）〉）
- 替天行盜（英语：The Edukators）（哈登伯格〈伯格·克勞斯納（英语：Burghart Klaußner）〉）
- 龍虎盟（Elmer〈John Mitchum〉）※東京電視台版。
- 伊莉莎白（Sussex〈Jamie Foreman〉）
- 曼哈頓奇緣
- 魔鬼毀滅者（Rodriguez神父〈Ismael Carlo〉）※日本電視台版。
- 烏龍夏令營（英语：Ernest Goes to Camp）（Sherman Krader〈John Vernon〉）※迪士尼XD版。
- 灰姑娘，很久很久以前（英语：Ever After）（Auguste de Barbarac〈Jeroen Krabbé〉）
- 愛到最高點（英语：Everybody's All-American (film)）（主任）
- 進化特區（Barry Cartwright〈Gregory Itzin〉）※影碟版。
- 老爸！我被綁架了（英语：Excess Baggage (1997 film)）（Sims刑警）
- 747絕地悍將（Campbell "Cappy" Matheny〈Joe Morton〉）※DVD版。
- 驅魔人前傳（Chuma）
- 愛情終結者（英语：The Exterminator）（蕭〈帕特里克·法雷利〉）※東京電視台版[注 9]。
- 華氏451度 ※DVD版。
- 怒火風暴（雜貨店店主〈Michael Paul Chan〉）※朝日電視台版。
- 玩命關頭3：東京甩尾（Tanner巡査部長〈泰德·拉文〉）※影碟版。
- 致命的吸引力
- 愛上明尼蘇達（英语：Feeling Minnesota）（Ben Costikyan〈丹·艾克洛德〉）
- 偷雞摸狗（英语：Fierce Creatures）（Neville〈Bille Brown〉）
- 第五元素（司祭）※VHS、DVD版。
- 幕後人生（英语：The Final Curtain (film)）（Colworth醫師〈Patrick Malahide〉）
- 防火牆 ※影碟版。
- 第一武士（英语：First Knight）
- 返家十萬里
- 傻愛成真（英语：Fools Rush In (1997 film)）（Richard Whitman〈John Bennett Perry〉）
- 亡命夜巴黎（英语：Frantic (film)）（Peter〈David Huddleston〉）※VHS、DVD版。
- 雷霆穿梭人（英语：Freejack）
- 揮灑烈愛（迭戈·里韋拉〈阿爾弗雷德·莫里納〉））※影碟版。
- 油炸綠蕃茄（Scroggins牧師〈Richard Riehle〉）
- 甜姐兒 (1957年電影)（Paul Duval〈Robert Flemyng〉）※影碟版。
- 甘地傳（雷吉納德·戴爾將軍〈愛德華·福克斯〉）※富士電視台版。
- 義膽雄心（布朗〈陳惠敏〉）
- 黑夜幽靈（Abdullah〈歐姆·普利〉）
- 火星異魔（英语：Ghosts of Mars）（McSimms〈Peter Jason〉）
- 魔鬼剋星2（Milton Angland〈凱文·鄧恩〉）※富士電視台版[注 10]。
- 教父2（Don Fanucci〈Gastone Moschin〉）※BD版。
- 酷斯拉（吉恩）※影碟版。
- 妙趣釣魚三人行（英语：Gone Fishin' (film)）
- 橫掃千軍（英语：The Golden Child） ※朝日電視台版。
- 七寶奇謀（英语：The Goonies）（Perkins〈柯蒂斯·漢森〉）※電視播出版[注 9]。
- 高斯福大宅謀殺案（Sir William McCordle〈邁可·坎邦〉、Dexter巡査）
- 鬼影人（英语：Gothika）（Sheriff Ryan保安官〈John Carroll Lynch〉）
- 芳心之歌（英语：Grace of My Heart）（錄音試鏡製作人〈Richard Schiff〉）
- 綠光戰警（Tomar-Re〈傑弗里·拉什〉）
- 生命的綠色（英语：Greenfingers）（Hodge所長〈Warren Clarke〉）
- 浪子回頭妙事多（英语：Gridlock'd）
- 第一夫人的保鏢（英语：Guarding Tess）（Lee Danielson〈David Graf〉）
- 月光光心慌慌4（英语：Halloween 4: The Return of Michael Myers）（Orrin Gateway〈Eric Hart〉）※VHS版。
- 月光光心慌慌5（英语：Halloween 5: The Revenge of Michael Myers）（Charlie Bloch代理保安官〈Troy Evans〉）※VHS版。
- 漢密特（英语：Hammett (film)）（Gary Salt〈Jack Nance〉）
- 驚濤毀滅者－大洪水（英语：Hard Rain (film)）（Mr.Mehlor〈Dann Florek〉）※日本電視台版。
- 哈特戰爭（英语：Hart's War）（J.M. Lange上校〈Joe Spano〉）
- 哈瓦那（英语：Havana (film)）（邁爾·蘭斯基〈馬克·賴德爾（英语：Mark Rydell）〉）
- 單挑（英语：He Got Game）（看守）
- 烏龍元首（英语：Head of State (2003 film)）（Brian Lewis〈尼克·西塞〉）
- 獵殺大行動（英语：Heaven's Prisoners）（Minos P. Dautrieve〈Vondie Curtis-Hall〉）※VHS版。
- 地獄追擊（英语：Hellbound (film)）（Arrad署長〈Asher Tzarfati〉、Farouk）※VHS版。
- 恐怖英雄（英语：Hero and the Terror）（劇院負責人）
- 亨利當盜（英语：Henry's Crime）（Max Saltzman〈詹姆士·肯恩〉）
- 殺手47（Mikhail Belicoff總統〈烏爾里奇·湯姆森〉）
- 哈比人系列（Glóin〈Peter Hambleton〉）
  - 哈比人：意外旅程
  - 哈比人：荒谷惡龍
  - 哈比人：五軍之戰[31]
- 超級巨人（英语：Hoffa）（Robert Ciaro〈丹尼·德維托〉）
- 小鬼當家2（川普飯店老闆〈唐納·川普[注 11]〉）※朝日電視台版。
- 火爆教頭草地兵 ※朝日電視台版。
- 小姐好辣（英语：The Hot Chick）（Richard Spencer／Jessica的父親〈Michael O'Keefe〉）
- 終棘警探（Robin Hatcher醫師〈Stuart Wilson〉）
- 夜半鬼敲門（英语：House (1986 film)）
- 追擊赤色十月（Ivan Putin〈彼得·佛斯〉、Viktor Tupolev〈斯特蘭·斯卡斯加德〉）※影碟版／（Davenport艦長）※朝日電視台版。
- 捍衛正義（英语：The Hurricane (1999 film)）（Leon Friedman〈Harris Yulin〉）※朝日電視台版。
- 永遠的愛人（英语：Immortal Beloved (film)）（Anton Schindler〈Jeroen Krabbé〉）
- ID4星際終結者（艾伯特·尼姆斯基國防長官〈詹姆斯·瑞布霍恩〉[32]）※影碟版。
- 無間道II（Ghamdi、Paul）※影碟版。
- 驚嚇沸點（英语：Intensity (film)）（John Q. Citizen〈Alex Diakun〉、George Jespersen〈Alf Humphreys〉）
- 致命交叉點（英语：Intersection (1994 film)）（拍賣人員、Norman、貨車駕駛 等）
- 入侵者（英语：The Intruder (1962 film)）
- 是誰搞的鬼（主辦單位）※影碟版。
- 辣妹我愛你（英语：I Love You, Beth Cooper (film)）（Denis Cooverman的父親〈阿蘭·拉克〉）※DVD版。
- 新郎向後跑（律師〈Dan Hedaya〉）
- 靈異魔咒（Stanley Uris〈Richard Masur〉）※東京電視台版。
- 愛在紐約（英语：It Could Happen to You (1994 film)）（Sal Bontempo〈J. E. Freeman〉）
- 家有傑克（Paulie〈Michael McKean〉）
- 開膛手傑克（Abberley〈Wayne Rogers〉）
- 時空攔截（英语：Jacob's Ladder (film)）（Frank〈Eriq La Salle〉）※影碟版。
- 詹姆士·龐德系列
  - 詹姆士·龐德：勇戰大狂魔（計程車司機）※TBS版。
  - 詹姆士·龐德：勇破鑽石黨（Mr.Wint〈Bruce Glover〉）※TBS再錄製版。
  - 詹姆士·龐德：勇破神秘島（R.J. Dent教授〈Anthony Dawson〉）※DVD版。
  - 詹姆士·龐德：勇破海龍幫（海軍士官）※TBS版
  - 詹姆士·龐德：金眼睛（Dmitri Mishkin〈Tchéky Karyo〉）※DVD版
  - 詹姆士·龐德大戰特務飛龍（Feyador上校）※TBS版。
  - 詹姆士·龐德：勇破海底城（Wayne艦船員）※TBS再錄製版。
  - 詹姆士·龐德：明日帝國（Kaufman〈Vincent Schiavelli〉）※影碟版／（Kelly提督〈Michael Byrne〉）※富士電視台版。
- 大白鯊4：驚海尋仇（市長）※日本電視台版。
- Jeffrey（英语：Jeffrey (1995 film)）（Dan神父〈Nathan Lane〉）
- 辣的要命（英语：Jennifer's Body）（Wroblewski〈J·K·西蒙斯〉）
- 情浴威尼斯（英语：Jonah Who Lived in the Whale）
- 無名的裘德（喬〈詹姆斯·內斯比特〉）
- 雙手轟天（英语：Joshua Tree (1993 film)） ※朝日電視台版。
- 惡夜追殺令（英语：Judgment Night (film)）（Ray Cochran〈傑瑞米·皮文〉）
- 美味關係（保羅·柴爾德〈史丹利·特治〉）
- 野蠻城市（英语：Jungle 2 Jungle）
- 別說再見（英语：Just the Ticket）（Fat Max〈Michael P. Moran〉、Ray Charles〈比爾·歐文〉）
- 贖命殺神（英语：The Keeper (2009 film)）（Jason Cross〈Luce Rains〉）
- 肥龍皇帝（英语：King Ralph）（鄧肯·菲普斯〈李查·葛瑞夫斯〉）
- 龍之吻 ※東京電視台版。
- 電光飛鏢俠（英语：Krull (film)）
- 好小子（黑幫2）※日本電視台版。
- 魔幻迷宮（會說話的帽子、毛蟲、火狼、右上羅爾夫 等）※影碟版。
- 白晝驚魂（英语：Lady in White）（Tony〈Jack Andreozzi〉）
- 活屍禁區（英语：Land of the Dead）（Chihuahua〈Phil Fondacaro〉）
- 最後魔鬼英雄（英语：Last Action Hero）（約翰·普拉提斯〈F·莫瑞·亞伯拉罕〉）※朝日電視台版[注 12]、（Ripper's Agent〈Rick Ducommun〉）※VHS、DVD版。
- 冒險者（英语：The Last Adventure (1967 film)）（京巴斯基）※東京電視台版。
- 最後生死戀（英语：Last Dance (1996 film)）（山姆·巴恩斯〈蘭迪·奎德〉）
- 終極悍將（隨扈駕駛）※朝日電視台版。
- 遠離賭城（Peter〈Richard Lewis〉）
- 悲慘世界（英语：Les Misérables (1998 film)）（沙馬蒂厄、將軍）
- 時空急轉彎（Bernay頭取〈Gérard Séty〉）
- 美麗人生（Tappezziere〈Andrea Nardi〉）※VHS、DVD版。
- 叛獄（英语：Lock Up (film)）（看守人員）
- 碧血長天（Ocker中校〈Peter van Eyck〉）※東京電視台版。
- 突破禁锢（英语：Lords of the Street）（Raymond〈克里斯·克里斯托佛森〉）
- 迷失太空（將軍〈Mark Goddard〉）※影碟版。
- 愛你、戀你、想你（英语：Love Affair (1994 film)）（Kip DeMay〈蓋瑞·桑得林〉）
- 美國小子（英语：Lucas (film)）
- 美國製造（英语：Made in America (1993 film)）（Jose〈Paul Rodriguez〉）
- 真愛伴我行
- 鬼面公僕2（英语：Maniac Cop 2） ※朝日電視台版。
- 神氣活現
- 星戰毀滅者（Richie Norris的父親〈Joe Don Baker〉、法國總統〈Barbet Schroeder〉）
- 摩登大聖（Mitch Kellaway警部〈Peter Riegert〉）※影碟版。
- 蟻人（英语：Matinee (1993 film)）（Bob〈John Sayles〉）
- 莫里斯的情人（Ducie〈西蒙·卡洛〉）※東京電視台版。
- 特遣隊出擊（英语：Navy SEALs (film)）（Jim Elmore）※VHS版。
- 神鬼團隊（英语：Mean Machine (film)）（Burton〈Ralph Brown〉）
- 遇見比爾（英语：Meet Bill）（Jacoby〈Holmes Osborne〉）
- MIB星際戰警（Z）
- 梅漢林：死亡本能 Part1（Deslauriers〈Gilbert Sicotte〉）
- 超級警探（英语：Metro (1997 film)） ※影碟版、朝日電視台版全部。
- 天使不設防（英语：Michael (1996 film)）（Vartan Malt〈鮑勃·霍斯金斯〉）
- 求婚腦震盪（英语：Mickey Blue Eyes）（Philip Cromwell〈詹姆斯·福克斯〉、Sante〈Frank Pellegrino〉）
- 金剛戰士 The Movie（英语：Mighty Morphin Power Rangers: The Movie）（Zordon〈Nicholas Bell〉）
- 風月俏佳人（英语：Milk Money (film)）（Mr.Clean〈Kevin Scannell〉）
- 不可能的任務（新聞主播）※朝日電視台版。
- 不可能的任務2（Nekhorvich博士〈Rade Šerbedžija〉）※影碟版。
- 默默（英语：Momo (film)）（時間儲蓄銀行議長〈Armin Mueller-Stahl〉）※DVD版。
- 超級轟天雷（英语：Money Talks (1997 film)）（Money Talks）（Barclay〈大衛·華納〉）
- 銀線風暴（英语：Money Train） ※富士電視台版。
- 女魔頭（Evan〈Marco St. John〉）
- 致命的迷思（英语：Mortal Thoughts）
- 美味、愛情、甜蜜蜜（英语：Mostly Martha (film)）（Samuel "Sam" Thalberg〈Ulrich Thomsen〉）※影碟版。
- 捕鼠記（厄尼·斯蒙茨〈納坦·朗〉）※影碟版。
- 未路英雄半世情（英语：Mr. and Mrs.Bridge）
- 王牌巨猩（尹太真）
- 大展猴威（英语：MVP: Most Valuable Primate）（Marlow教鍊〈Rick Ducommon〉）
- 布偶占領曼哈頓（英语：The Muppets Take Manhattan）（Martin〈達布尼·寇曼〉）※Sony Pictures版。
- 貴客光臨（英语：My Blue Heaven (1990 film)）（Nicky〈Troy Evans〉）
- 情聖保鏢（英语：My Father the Hero (1994 film)）
- 外星人報到（英语：My Favorite Martian (film)）
- 玫瑰少年（英语：Ma vie en rose）（Albert〈Daniel Hanssens〉）
- 瀕臨崩潰的生活（英语：My Life in Ruins）（Mr. Stewart Tullen）
- 我的野蠻女友（旅館館主〈金一〉 等）
- 白頭神探（英语：The Naked Gun）系列
- 脫線總動員：最後的恥辱 ※朝日電視台版。
  - 笑彈龍虎榜 ※影碟版。
  - 站在子彈上的男人 ※影碟版。
- 國家寶藏：古籍秘辛
- 特遣隊出擊（英语：Navy SEALs (film)）（Jim Elmore）※VHS版。
- 惡夜血吻（英语：Near Dark）（Eakers保安官）※東京電視台版[注 9]。
- 炸彈追殺令（英语：No Contest (film)）（Henricks〈James Purcell〉）※東京電視台版。
- 捍衛時空戰士（英语：No Escape (1994 film)） ※VHS、DVD版。
- 三不管地帶（英语：No Man's Land (1987 film)） ※東京電視台版。
- 浪子保鑣（英语：North (1994 film)）（Al〈Robert Costanzo〉）
- 三百六十一行（英语：Off Beat (1986 film)）（James〈Mike Starr〉）※東京電視台版。
- 辦公室殺手（英语：Office Killer）
- 睜開你的雙眼（Antonio〈Chete Lera〉）
- 瞞天過海（Casino Manager 〈Michael DeLano〉）※富士電視台版。
- 絕地戰將（英语：On Deadly Ground） ※VHS、DVD版。
- 美國往事（愛羅〈丹尼·愛羅〉）※DVD、BD版。
- 獨臂拳王
- 酸甜苦辣母女會（英语：Only When I Laugh (film)） ※朝日電視台版。
- 巔瘋極限（英语：Out Cold (2001 film)）（Ted Muntz〈Willie Garson〉）
- 法外出擊 ※朝日電視台版。
- 超越顛峰（英语：Over the Top (film)） ※TBS版
- R.P.M.（英语：PRM (film)）（Biggerman〈Kenneth Cranham〉）
- 激情遊戲（英语：Passion Play (film)）（Happy Shannon〈比爾·莫瑞〉）
- 愛國者（Harry Burwell大佐〈克里斯·庫柏〉）※影碟版。
- 愛國者遊戲（Owens部長刑警〈Alun Armstrong〉）
- 貝克（英语：Pecker (film)）（Jimmy〈Mark Joy〉）
- 絕對機密（英语：The Pelican Brief (film)）（Bob Gminski〈威廉·阿瑟頓〉）※DVD版。
- 大力水手卜派 (1980年真人電影版)
- 消失的1943（雷達管理人員）※朝日電視台版。
- 頑皮豹之神偷魅影（英语：The Pink Panther (1963 film)）（Jacques Clouseau〈彼得·塞勒斯〉）※東京電視台版[注 13]。
- 超級大玩家（英语：The Player (film)）（Tom Oakley〈理查·E·格蘭特〉）※VHS版。
- 洛城疑雲（英语：Playing God (1997 film)）（Dimitri〈Max Lazar〉）
- 鬼哭神號3（英语：Poltergeist III） ※TBS版。
- 金剛戰士 The Movie（英语：Mighty Morphin Power Rangers: The Movie）（Zordon〈Robert L. Manahan〉）
- 惠妮休斯頓之天使保鑣（英语：The Preacher's Wife）（Joe Hamilton〈Gregory Hines〉）
- 鬼哭山河（英语：Prison (1987 film)）（Rabbitt〈Tom Everett〉）※東京電視台版[注 13]。
- A計劃 ※朝日電視台版。
- A計劃續集（陸上警察〈許冠英〉）※富士電視台版。
- 終極追殺令（Fatman〈Frank Senger〉）※VHS、DVD完整舊錄版。
- 驚魂記 (1998年電影)（Fred Simon醫師〈羅伯特·佛斯特〉、巡邏警官〈詹姆士·雷瑪〉）
- 當幸福來敲門（Alan Frakesh〈丹·卡斯泰拉内塔〉）※影碟版。
- Q&A（英语：Q&A (film)）（Luis Valentin〈Luis Guzmán〉）※DVD版。
- 疑雲密佈（英语：Random Hearts）（Carl Broman〈薛尼·波勒〉）※VHS、DVD版。
- 雲裳風暴（英语：Prêt-à-Porter (film)）（Cy Bianco〈科力士·韋德加〉）
- 長途嚇機（Lisa Reisert的父親／Joseph "Joe"〈Brian Cox〉）
- 衝鋒陷陣（Herb Tyrell〈Brett Rice〉）
- 炸掉銀行經理（英语：Retribution (2015 film)）
- 與狼共枕（英语：Revenge (1990 film)）（Madero〈Jesse Corti〉）※VHS、DVD版。
- 菜鳥大反攻3（英语：Revenge of the Nerds III: The Next Generation）（法官）
- 威龍殺陣（英语：Road House (1989 film)） ※VHS、東京電視台版。
- 奪命飛車劫（英语：Road Rage (film)）（Sergeant Ganz〈Nathaniel DeVeaux〉）
- 機器戰警（強盜犯〈Mike Moroff〉）※朝日電視台版。
- 絕地任務
- 火箭手
- 洛基5（Merlin〈Mike Girard Sheehan〉）※日本電視台版。
- 心靈投手
- 歌聲淚痕（英语：The Rose (film)） ※TBS[注 6]。
- 蘿拉快跑（Norbert von Au〈Joachim Król〉）※VHS版。
- 暴走列車（英语：Runaway Train (film)）（Johan〈Edward Bunker〉）※朝日電視台版。
- 聖誕快樂又瘋狂（英语：Santa Claus: The Movie） ※朝日電視台版。
- 聖誕快樂又瘋狂3（英语：The Santa Clause 3: The Escape Clause）（牙齒妖精〈Art LaFleur〉）
- Savage (1996年電影)（Halliday〈Tom Schanley〉）
- 奪魂鋸3（Halden律師〈Barry Flatman〉、醫師）
- 回到過去（英语：Scrooged）（Frank的父親〈Brian Doyle-Murray〉）※富士電視台版。
- Sealed with a Kiss (1997年電影)（Barry Cuda〈Nick Mancuso〉）
- 七宗罪（Greasy FBI搜查官〈Mark Boone Junior〉）※東京電視台版。
- 長毛檢察官（英语：The Shaggy D.A.）（Tim〈Tim Conway〉）※VHS版。
- 魔鬼一族（McCall刑警〈Ken Stott〉）
- 少林足球（田雞〈田啟文〉）
- 鋼琴師（Ben Rosen〈Nicholas Bell〉）
- 猛警惡匪（英语：Short Time） ※TBS版。
- 爆Show特警組（英语：Showtime (film)）（威廉·夏特納[注 14]）※DVD版
- Shredder（英语：Shredder (film)）（Bud〈Ron Varela〉）
- 天兆（Cunningham〈Ted Sutton〉）※影碟版。
- 異旅情絲（英语：Silk (2007 film)）（Baldabiou〈Alfred Molina〉）
- 修女也瘋狂2：舊習難改（Thomas神父〈Brad Sullivan〉）※日本電視台版。
- 史蒂芬金之夢遊者（英语：Sleepwalkers (film)）（Smile Man〈Harry Groener〉）
- 銀色獵物（英语：Sliver (film)） ※朝日電視台版。
- 銀色子彈（英语：Sliver Bullet (film)）（Milt Sturmfuller〈James A. Baffico〉）※朝日電視台版。
- Snake Eyes（英语：Snake Eyes (film)）（Jimmy George〈邁克·瑞斯波利〉）※VHS、DVD版。
- 男兒本色（英语：Sommersby）（Joseph〈弗蘭基·費森〉、Goldman）
- 怪物奇兵（麥可·喬丹的父親〈Thom Barry〉）
- 太空炮彈（英语：Spaceballs）（Radio Operator〈Sal Viscuso〉）
- 生死時速（Ortiz〈Carlos Carrasco〉[33]）※VHS、DVD版。
- 間諜遊戲 ※東京電視台版。
- 星際大戰1：威脅潛伏
- 星際大戰4：曙光乍現（反判軍將校）
- 魔鬼警長地域鎮（英语：State of Grace (film)）（DeMarco〈James Russo〉）
- 英雄不改本色（英语：Still Crazy）（Les Wickes〈Jimmy Nail〉）
- 快打旋風 (1994年電影)（次官）※朝日電視台版。
- 絕命殺陣（Hickey〈Michael Gaston〉）※朝日電視台版。
- 甜蜜的十一月（英语：Sweet November (2001 film)）（Raeford Dunne〈Robert Joy〉）
- 極速殺機（英语：Switchback (film)）（Grant Montgomery〈Kevin Cooney〉）
- 悄悄告訴她（醫生〈Roberto Álvarez〉）
- 探戈與金錢（英语：Tango & Cash） ※朝日電視台版。
- 熄燈號（英语：Taps (film)）（John Cooper上尉）
- 在美國撒謊（英语：Telling Lies in America）（Disapri刑事〈Rohn Thomas〉）
- 終结者（Sarah Connor〈琳達·漢密爾頓〉）※DVD、BD版。
- 銘謝吸煙（BR〈J. K. Simmons〉）
- 紅色警戒（McCron軍曹〈John Savage〉）
- 極地詭變（Sander Halvorson博士〈Ulrich Thomsen〉）
- 寂寞城市（英语：Things You Can Tell Just by Looking at Her）（Robert〈Gregory Hines〉）
- 甜蜜的復仇（Brett〈Jack Scalia 〉）
- 三個奶爸一個娃（英语：Three Men and a Baby）（刑警2）※富士電視台版。
- 時間線（Sir William De Kere〈馬頓·索柯斯〉）
- 洛城生死鬥（英语：To Live and Die in L.A. (film)） ※TBS版。
- 悍將出擊（英语：Today You Die）（Saunders搜査官〈Nick Mancuso〉）
- 追擊星空導彈（英语：Tom Clancy's Op Center (film)）（Dan McCaskey〈Bo Hopkins〉）※東京電視台版。
- 絕命終結者（英语：Tombstone (film)）（約翰·克朗姆〈特瑞·歐奎恩（英语：Terry O'Quinn）〉、艾德·貝里〈法蘭克・史特龍（英语：Frank Stallone）〉）※DVD版。
- 奪命大槍手（英语：Tony Arzenta）（Hans Grunwald〈Anton Diffring〉）※New Japan Films （页面存档备份，存于）版。
- 魔鬼總動員（Helm〈Michael Champion〉）※VHS、DVD版。
- 天堂有難（英语：Trapped in Paradise）（Shaddus Peyser搜査官〈理查德·詹金斯〉）
- 偷心大狀緣（英语：Trial and Error (1997 film)）（Whitfield〈Lawrence Pressman〉、Dr.Stone〈Dale Adam Dye〉、Hank Crabbit）※VHS版。
- 特洛伊：木馬屠城（墨涅拉俄斯〈布蘭頓·葛利森〉）※影碟版。
- 絕命大煞星 ※東京電視台版。
- 楚門的世界（Kirk Burbank〈Brian Delate〉）※影碟版。
- 奇哥的冒險（葡萄牙語：Uma Aventura do Zico）（Frederico）※DVD版。
- 不羈聖誕夜（英语：Unaccompanied Minors）（奧利佛·波特〈劉易·布萊克〉）
- 鐵面無私（律師〈Will Zahrn 〉）※富士電視台版／（角色不明）※朝日電視台、影碟版。
- 泡妞王子（英语：Up the Creek (1984 film)）（學部長）※東京電視台版[注 13]。
- 火山高校（學務主任〈金一〉）
- 華爾街：金錢萬歲
- 巡邏驚很大（Bressman巡査部長〈Will Forte〉）
- 呆呆向前衝（英语：The Waterboy）（Dan Fouts[注 14]）
- 與愛何干（英语：What's Love Got to Do with It (film)）（裁判長）
- 白牙（Tinker）※影碟版。
- 飆風戰警 ※日本電視台版。
- 紅衣女郎（英语：The Woman in Red (1984 film)） ※朝日電視台版。
- 上班女郎（Tim Rourke〈傑佛瑞·諾丁〉）※影碟版。
- 執法捍將（英语：Wyatt Earp (film)）（Ed Ross〈Martin Kove〉）※影碟版。
- X檔案 the movie（John Fitzgerald Byers〈Bruce Harwood〉）
- 黑洞攔截（英语：Xtro II: The Second Encounter）
- 生人迴避2 ※TBS版。

#### 電視影集
- 阿加莎·克里斯蒂：大偵探波洛（警官）
- 雙面女間諜 (第2季)（Jeffrey Davenport支局長〈John Aylward〉）
- 艾莉的異想世界（Hopkins〈Larry Brandenburg〉）
- 驚異傳奇（英语：Amazing Stories (TV series)）（Leo Rossi）
- 美國哥德式（英语：American Gothic (1995 TV series)）
- Andromeda（英语：Andromeda (TV series)）（Blood〈Gerard Plunkett〉、Bloodmist）
- 巴比倫五號 (1993年電視影集)（Jacl隊長、參議員）
- 美女與野獸 (1987年電視影集)（Greg Hughs〈John Michael Bolger〉）
- 識骨尋踪（第2季：Pete Valero、第6季：Terry Bemis、第9季：Raphael Bones警部〈若阿金·德阿尔梅达〉）
- 俘 (2016年電視影集)（Ibrahim Ebrahim、Jihad Giara、James Loney,、John James、Chuck Regini、Paul Chandler、Ronaldo Monteiro 、Mike Hensley）
- 靈書妙探 (第3季)（Lou Karnacki地方檢察官〈Bruce Davison〉）
- 真相追擊（Andy Flunn警部補〈安東尼·丹尼生〉）
- 鐵證懸案（第4季：Pat Hall〈Chris Mulkey〉、第6季：Frank Murray市議員、第7季：Harry Alvarez法官〈Miguel Perez〉）
- 神探可倫坡（Nicholas Frame〈Richard Basehart〉、Nelson Hayward〈Jackie Cooper〉[注 15]、Luis Montoya〈里卡多·蒙特爾班〉[注 15]、Max Duval〈Richard Allen Dysart〉[注 15]、Sheik Yarami〈Richard Libertini〉[注 16]、Sidney Ritter〈Charles Cioffi〉[注 16]）
- The Commish（英语：The Commish）（Marty〈Richard Newman〉）
- 警察故事 (1986年電視影集)（Nathan Hill〈Bruce McGill〉）
- 犯罪心理 (第4季)（Nicols）
- CSI犯罪現場：紐約（Allen McShane〈克拉克·格雷格〉、第2～9季：Sid Hammerback〈Robert Joy〉）
- 法網裂痕 (第3季)（Louis Tobin〈Len Cariou〉）
- 夜魔俠 (2015年電視影集)（貓頭鷹（英语：Owl (Marvel Comics)）〈鮑勃·岡頓〉）
- 慾望師奶（Copland刑事〈Conor O'Farrell 飾演〉、Franklin市長）
- 恐龍家族（英语：Dinosaurs (TV series)）（Howard Handupme〈Kevin Clash〉）
- 同伊（徐政護）
- 福爾摩斯與華生（Edison〈Stephen Henderson〉）
- 都市奇俠（英语：The Equalizer (TV series)）（精神科醫師Cameron）
- 急診室的春天（Carlson、第3季：Gibbs〈Ray Toler〉、第4季：Burke 等）
- 靈異之城（Rudolph〈Steve Makaj〉）
- 閃電俠 (2014年電視影集)（Wade Eiling大將〈克蘭西·布朗〉）
- 閃點行動（Danny Langford）
- 戰地神探（英语：Foyle's War）
- 法網恢恢 (2001年電視影集)（Matthes Ross〈John Aylward〉）
- 歡樂滿屋（Rueben Wynager、Stew、Julie 等）
- 世紀天才（中年時期的Albert Einstein〈傑弗里·拉什〉）[34]）
- 歡樂家庭（Lubbock教練〈Bill Kirchenbauer〉）
- 檀島警騎2.0 (第3季)（Ron Alberts〈Tom Arnold〉）
- 情理法的春天（英语：Homicide: Life on the Street）（Steve Crosetti〈喬·波里托〉）
- 地獄酒店
- 大騙局 (第3季)
- 休斯頓騎士（英语：Houston Knights）（Franco Guzman）
- 血魔 (第1季)（英语：The Hunger (TV series)）（Bart Brookman〈Curtis Armstrong〉）
- 愛卡莉（理查·布倫登（英语：Richard Henry Brunton））
- 執法悍將 (第2季)（Nardoni檢察官〈Michael Brando〉）
- 珍·瑪波 (2004年電視影集)（第3季：Hubert Curtain律師〈彼得·戴維森〉）
- 暗域魔艦：黑暗地帶（英语：Lexx）（Poet Man〈蒂姆·克里〉）
- 新超人：拂曉起飛（英语：Lois & Clark: The New Adventures of Superman）（總統、Dr.Dussel〈 Victor Raider-Wexler〉）
- 神秘黑客（英语：The Lone Gunmen (TV series)）[注 17]（John Fitzgerald Byers〈Bruce Harwood〉）
- 百戰天龍（Neil〈Michael McNeely〉）
- 我為卿狂（英语：Mad About You）（弗雷迪·施泰特勒〈傑利·路易斯〉）
- 靈媒緝凶（Jed Garrity議員〈Gregory Itzin〉）
- 神探阿蒙（第2季：Lyle Peck〈David Purdham〉、第7季：Billy Logan〈Greg Pitts〉）
- 女作家與謀殺案（英语：Murder, She Wrote）（Wirth）
- 莫德克事件簿（英语：Murdoch Mysteries）（Daniel Pratt社長〈David Huband〉）
- 今夜布偶秀（英语：Muppets Tonight）（傑森·亞歷山大）
- 風雲女郎（英语：Murphy Brown）（Jack〈John Apicella〉）
- 異種特工（英语：Mutant X (TV series)）（Noah Kilmartin〈Art Hindle〉）
- 納什大橋（英语：Nash Bridges）（Roscoe Skirt〈托尼·普蘭納〉）
- 重返犯罪現場 (第8季)（Clifford Chase中將〈布魯斯·巴克林納〉）
- 北國風雲（英语：Northern Exposure）（Martin〈Rex Linn〉）
- 外星界限（英语：The Outer Limits (1963 TV series)）（Everett〈Kevin McNulty〉）
- 疑犯追蹤（Ernie Trask〈David Zayas〉）
- 紅矮星號（Thomas Allman〈James Komack〉、安迪〈蒂莫西·斯波〉、遊戲「美好人生」的指南）
- 紅橡樹（英语：Red Oaks）（山姆）
- 妙女神探（記者）
- 少年女巫莎賓娜（英语：Sabrina the Teenage Witch (TV series)）（傑里·斯普林格[注 14]）
- 深海巡弋（英语：seaQuest DSV）（Thomas將軍〈Jesse Doran〉）
- 歇洛克·福爾摩斯「波希米亞醜聞」（馬車屋男子）、「住院病人」（希利亞特）
- 超人前傳（Walt Arnold教練）
- 超自然奇遇（英语：So Weird）（Bigfoot）
- 銀河前哨（誇克（英语：Quark (Star Trek)）〈Armin Shimerman〉）
- 銀河飛龍（塞雷人·塞斯特、DaiMon Goss〈Scott Thompson〉、Kivas Fajo〈Saul Rubinek〉）
- Street Justice（Break教授）
- 都鐸王朝（Robert Ask）
- 醜女貝蒂 (第4季)（Bobby的父親／Anthony）
- 臥底大老闆 (第4季)（吉姆·羅傑斯）
- 唱片啟示錄（Vinyl）（Galasso〈Armen Garo〉）
- 電腦快車（Garrett Berlin〈布萊恩·科蘭斯頓〉）
- 白宮風雲（Habib〈Erick Avari〉、Jack〈John Carroll Lynch〉、Bad〈James Eckhouse〉）
- 許願骨（英语：Wishbone (TV series)）（Henry王、Daniel卿、Dr.Candy、釋迦 等）
- 失蹤現場（Salvatore〈Joey Naber 飾演〉、第2季：Bakker）
- 少年魔法師（Mr.Stuffleby〈佛萊德·威拉特〉）
- X檔案（John Fitzgerald Byers〈Bruce Harwood 飾演〉 等）

#### 動畫
- 阿拉丁（格雷加利亞斯）
- 狂歡三寶（佩斯托）
- 蝙蝠俠（蝙蝠電腦〈初代〉、警察官、灰色幽靈的解說 等）
  - 蝙蝠俠：鬼影之戰（查基·索爾〈迪克·米勒〉）
- 蜜蜂電影（馬丁·班森〈巴瑞·李文森〉）
- 巴斯光年的星際使命（巴斯光年）
  - 巴斯光年的星際使命：冒險的開始
- 汽車總動員（梵〈理查·坎德〉、傑·雷諾、巴斯光年）
- 汽車總動員2：世界大賽（梵〈理查·坎德〉）
- 四眼天雞（校長）
- 超世紀戰警（伊瑪目〈凱斯·大衛〉）
- 羅雷司（烏布叔叔〈史蒂芬·托伯勞斯基（英语：Stephen Tobolowsky）〉）
- 唐老鴨俱樂部（新聞主播、教練、司機、杜伊 等）
- 高飛家族
- 安徒生童話 (1971年電視動畫)（英语：Andersen Monogatari (TV series)）
- 鐘樓怪人2：老實鐘的秘密（司祭）
- 森林王子2（Bagheera〈Bob Joles〉）
- 小美人魚（海賊、Brain Sponge）
- 樂一通（佩佩·樂皮尤（英语：Pepé Le Pew）[注 18]、船員）
- 馬達加斯加（祖巴）
- 怪獸電力公司（托尼、新聞主播、CDA隊員）
- 嚕嚕米與嚕嚕米谷的夏天（姆米托魯的父親）
- 小熊維尼歷險記（裁判）
- Noddy (1991年動畫)（英语：Noddy (character)）（Straw、Sammy水夫）
- 森林保衛戰（Vincent）
- 帕丁頓熊（咖哩先生）
- 粉紅豹（長尾林鴞、惡魔）
- 唐老鴨新傳（英语：Quack Pack）（旁白）
- 下課後（Peter Prickly校長）
- 史瑞克（魔鏡）
- 辛普森一家（內德·弗蘭德、莫·希斯拉克 等）
  - 辛普森一家大電影（內德·弗蘭德、警衛、莫·希斯拉克）
- 星際大戰：複製人之戰 (2008年動畫)（Lott Dod）
  - 星際大戰：反抗軍起義（Garazeb "Zeb" Orrelios〈Steven Blum〉）
- 霹靂小旋風（布利茨男爵〈莫里斯·拉馬奇（英语：Maurice LaMarche）〉
- 奇妙仙子：失落的寶藏（秋季大臣〈約翰·迪·馬吉歐〉）
- 湯姆貓與傑利鼠（警官）
- 變形金剛2010（日语：戦え!超ロボット生命体トランスフォーマー2010）（Cyclonus、Razorclaw、Scattershot 等）
  - 變形金剛 (1986年電影)（爵士、Cyclonus、Brawn、Sludge、驚天雷）
- 星銀島（戴德曼博士〈大衛·海德·皮爾斯〉）
- 華特·迪士尼動畫（蒂蒂）
  - 救難小福星 ※新日語配音版。
  - 米奇妙妙車隊：旋風啟動（英语：Mickey and the Roadster Racers）
- 神偷卡門（俄羅斯警方）

### 特攝影集
1995年
- 重甲B-Fighter（旁白、的配音）

1996年
- 超光戰士（的配音）

### 布偶劇
- 雷鳥神機隊[注 19]
- （的父親）

### 電視劇
- 東芝週日劇場「護送」（1989，TBS）
- B級恐怖片 WARASHI！（日语：WARASHI）（1991年，TBS）－旁白
- 春日八郎物語（1993年）－旁白

### 舞台
- 公演
  - 誘拐（1975年）－人妻之夫
  - 巴爾的摩飯店（1976年）－莫斯
  - 我的小鎮（日语：わが町）（1977年）－韋柏
  - 鯡場（1977年）－江差
  - 騎兵們（1978年）－喬瑟夫·里彼

### 旁白
- 庫爾佩珀「面下」（拉瑞·庫爾佩珀）
- CosmicFront（日语：コズミックフロント）（NHK BS Premium）
- 飛向月球 第3回「我們已飛離塔台」（NHK-BS2）
- 地球戲劇性（日语：地球ドラマチック）（NHK綜合）
  - 「救！ ～宇宙望遠鏡 修理～」（2010年）
  - 「！下1年間 ～·南極越冬隊50年目証言～」（2010年）
- BS世界的紀錄片（日语：BS世界のドキュメンタリー）（NHK-BS1）
- ～面～（NHK綜合）
- 歷史頻道（衛星電視）
- 輝命 ～衝運命家族愛～（東京電視台）
- （東京電視台）
- （NHK-BS2）
- 科學推理（日语：サイエンスミステリー）（富士電視台）
- 資生堂 電視廣告
- 大正製藥Human Science特輯（日语：大正製薬Human Scienceスペシャル）（朝日電視台）

### 其它
- Amazing Adventures of Spider-Man The RIDE（USJ遊樂設施的八爪博士配音）
- 機動戰士鋼彈0079卡片遊戲（日语：機動戦士ガンダム0079カードビルダー）（伍迪·馬登、伊利奧德·雷姆、庫爾特）
- 迪士尼樂園設施相關
  - 冰上迪士尼（英语：Disney on Ice）（巴斯光年的配音）
  - 東京迪士尼度假區各遊樂設施、表演活動（巴斯光年的配音）
    - 東京迪士尼度假區 Dream Forced Smile II《摘要版》特別活動篇 表演秀&巡遊篇（BD／DVD，2015年2月4日發行）（戴爾的配音）

  - 兔子羅傑的動畫旋轉（英语：Roger Rabbit's Car Toon Spin）（蠢蛋的配音）
- 東京國立博物館「對決 巨匠們的日本美術」音頻指南（應舉）
- 變形金剛電話（雷射爪／巨重合體兵、戰鬥金剛〈第2代〉）
- 麥當勞「快樂兒童餐」TVCM（巴斯光年）
- 柏青哥 Dororon 炎魔君 熊～熊燃燒（日语：Dororon えん魔くん メ〜ラめら）（巨無霸大叔）
- CR FEVER星際大戰 達斯·維達降臨（扎扎·賓客斯）

## 腳註

## 外部連結
- 稻葉實｜賢Production （日語）